# Матъёган
Матъёган (устар. Мат-Юган) — река в Шурышкарском районе Ямало-Ненецкого АО. Образована слиянием рек Большой Матъёган справа и Малый Матъёган слева, устье реки находится в 18 км по левому берегу реки Сыня. Длина реки составляет 25 км, значительные притоки — Нижний Нюрымъёган в 13 км по правому берегу и Малый Матъёган — в 25 км по левому.

## Данные водного реестра
По данным государственного водного реестра России относится к Нижнеобскому бассейновому округу, водохозяйственный участок реки — Обь от впадения реки Северная Сосьва до города Салехард, речной подбассейн реки — бассейны притоков Оби ниже впадения Северной Сосьвы. Речной бассейн реки — (Нижняя) Обь от впадения Иртыша.